# Кубический сплайн
Кубический сплайн — гладкая функция, область определения которой разбита на конечное число отрезков, на каждом из которых она совпадает с некоторым кубическим многочленом (полиномом).

## Описание
Функция {\displaystyle f(x)}задана на отрезке {\displaystyle [a,b]}, разбитом на части {\displaystyle [x_{i-1},x_{i}]}, {\displaystyle a=x_{0}<x_{1}<...<x_{N}=b}. Кубическим сплайном дефекта 1 (разность между степенью многочлена и высшим порядком его непрерывной производной) называется функция {\displaystyle S(x)}, которая:
- на каждом отрезке {\displaystyle [x_{i-1},x_{i}]} является многочленом степени не выше третьей;
- имеет непрерывные первую и вторую производные на всём отрезке {\displaystyle [a,b]};
- в точках {\displaystyle x_{i}} выполняется равенство {\displaystyle S(x_{i})=f(x_{i})}, т. е. сплайн {\displaystyle S(x)} интерполирует функцию {\displaystyle f}в точках {\displaystyle x_{i}}.

Для однозначного задания сплайна перечисленных условий недостаточно, для построения сплайна необходимо наложить дополнительные требования — граничные условия:
1. "Естественный сплайн" — граничные условия вида: {\displaystyle S''(a)=S''(b)=0};
2. Непрерывность второй производной — граничные условия вида: {\displaystyle S'''(a)=S'''(b)=0};
3. Периодический сплайн — граничные условия вида: {\displaystyle S'(a)=S'(b)}и {\displaystyle S''(a)=S''(b)}.

Теорема: Для любой функции {\displaystyle f} и любого разбиения отрезка {\displaystyle [a,b]}на части {\displaystyle [x_{i-1},x_{i}]}существует ровно один естественный сплайн {\displaystyle S_{i}(x)}, удовлетворяющий перечисленным выше условиям.
Эта теорема является следствием более общей теоремы Шёнберга-Уитни об условиях существования интерполяционного сплайна.

## Построение
На каждом отрезке {\displaystyle [x_{i},x_{i+1}],\ i={\overline {0,N-1}}} функция {\displaystyle S(x)} есть полином третьей степени {\displaystyle S_{i}(x)}, коэффициенты которого надо определить. Запишем для удобства {\displaystyle S_{i}(x)} в виде:
{\displaystyle S_{i}(x)=a_{i}+b_{i}(x-x_{i})+{c_{i}}(x-x_{i})^{2}+{d_{i}}(x-x_{i})^{3}}
тогда
{\displaystyle S_{i}\left(x_{i}\right)=a_{i},\quad S'_{i}(x_{i})=b_{i},\quad S''_{i}(x_{i})=2c_{i},\quad S'''_{i}\left(x_{i}\right)=6d_{i}\quad i={\overline {1,N}}.}
Условия непрерывности всех производных, до второго порядка включительно, записываются в виде 

{\displaystyle S_{i}\left(x_{i}\right)=S_{i-1}(x_{i}),}

{\displaystyle S'_{i}\left(x_{i}\right)=S'_{i-1}(x_{i}),}

{\displaystyle S''_{i}\left(x_{i}\right)=S''_{i-1}(x_{i}),}

где {\displaystyle i} меняется от {\displaystyle 1} до {\displaystyle N-1,} а условия интерполяции — в виде
{\displaystyle S_{i}\left(x_{i}\right)=f(x_{i}),}
где {\displaystyle i} меняется от {\displaystyle 0} до {\displaystyle N-1,} и
{\displaystyle S_{N-1}\left(x_{N}\right)=f(x_{N}).}
Обозначим{\displaystyle :\quad h_{i}=x_{i}-x_{i-1}\quad (i={\overline {1,N}}),\quad f_{i}=f(x_{i})\quad (i={\overline {0,N}})}
Отсюда получаем формулы для вычисления коэффициентов "Естественного сплайна":
{\displaystyle a_{i}=f(x_{i})};
{\displaystyle d_{i}={\frac {c_{i}-c_{i-1}}{3\cdot h_{i}}}};
{\displaystyle b_{i}={\frac {a_{i}-a_{i-1}}{h_{i}}}-{\frac {2\cdot c_{i-1}+c_{i}}{3}}\cdot h_{i}};
{\displaystyle c_{i-1}\cdot h_{i}+2\cdot c_{i}\cdot (h_{i}+h_{i+1})+c_{i+1}\cdot h_{i+1}=3\cdot \left({\frac {a_{i+1}-a_{i}}{h_{i+1}}}-{\frac {a_{i}-a_{i-1}}{h_{i}}}\right)},
причем {\displaystyle c_{N}=S''(x_{N})=0} и {\displaystyle c_{1}-3\cdot d_{1}\cdot h_{1}=S''(x_{0})=0} .
Если учесть, что {\displaystyle c_{0}=c_{N}=0}, то вычисление {\displaystyle c} можно провести с помощью метода прогонки для трёхдиагональной матрицы.